# Толмачёв, Дмитрий Георгиевич
Дмитрий Георгиевич Толмачёв (1904, Санкт-Петербург, Санкт-Петербургская губерния, Российская империя — 1980) — советский драматург и сценарист, участник Советско-финской войны. Участвовал в творческом коллективе «Боевой карандаш». Написал, среди всего прочего, либретто и несколько арий к фильму «Сильва».

## Биография
Родился в 1904 году в семье художника-декоратора Георгия Толмачёва. В 1925 году вместе с руководителем Михаилом Соколовским основал Театр рабочей молодёжи. В 1920—1930-х годах работал в сфере кинематографа, так, в 1928 году он снял в качестве режиссёра-постановщика короткометражный фильм «Убитый жив», для которого также написал сценарий. В 1939 году вступил в творческий коллектив «Боевой карандаш» и как его сотрудник участвовал в советско-финляндской войне: рисовал агитационные плакаты и писал тексты. В 1941 году написал слова к песне «Сядь со мною рядом» для фильма «Боксёры». Создал большое количество эпиграмм на Михаила Аникушина, Сергея Михалкова, Леонида Утёсова и других деятелей искусства. В 1976 году на пару вместе с Владимиром Михайловым написал либретто и несколько арий Сильвы к фильму «Сильва». 
Скончался в 1980 году.

## Память
В 1980 году после его смерти был выпущен его сборник «Сами знаете, о ком», в который вошли его стихи, фельетоны и подписи к плакатам «Боевого карандаша». 

## Личная жизнь
Был женат на художнице Блиц-Толмачёвой.

## Фильмография
Дмитрий Толмачёв участвовал в создании следующих фильмов:
- Убитый жив (1928) ― сценарист и режиссёр, фильм не сохранился.
- Подземное солнце (1930) ― сценарист, фильм не сохранился.
- Мёртвая душа (1930) ― сценарист, фильм не сохранился.
- Кто виноват? (1930) ― сценарист.
- Города и годы (1930) ― сценарист, в соавторстве с режиссёром Евгением Червяковым.
- На этом свете (1931) — сценарист.
- Кровь земли (1931) ― сценарист.
- Боксёры (1941) — автор слов к песне, звучащей в фильме.
- Сильва (1981) — автор либретто и нескольких арий.

## Восприятие
Пьесу «Дуня-тонкопряха», написанную Толмачёвым в соавторстве с Адрианом Пиотровским в 1925 году, репертуарная комиссия Михайловского театра назвала «одной из интереснейших в предстоящем театральном сезоне». При этом, обозреватель журнала «Жизнь искусства» уже после постановки пьесы отметил, что она является единственным исключением среди «убогих» произведений, однако и «Дуня-тонкопряха» из-за разных обстоятельств «бесследно исчезла с горизонта».